# Церковь Воскресения Словущего (Минеево)
Церковь Воскресения Словущего — приходская церковь Сергиево-Посадской епархии Русской православной церкви в урочише Минеево, к востоку от деревни Пантелеево Дмитровского городского округа Московской области.

## История
В 1562 году храм принадлежал принадлежала Медведевой Пустыни. Однокупольная кирпичная церковь в стиле классицизма с трапезной и колокольней, близкая к типовым, была построена в 1841—1861 годах на средства прихожан села Минеево в память о победе над Наполеоном в Отечественной войне 1812 года рядом с деревянной церковью в честь Воскресения Христова на старинном погосте.
После Октябрьской революции 1917 года здание церкви использовалось как склад совхоза «Зареченский». В конце 1930-х храм был закрыт. В 1947 году колокольню храма разобрали на кирпичи. В 1999 году храм был возвращен Русской Православной Церкви, но здание сильно пострадало. В настоящее время храм находится на реставрации. Община зарегистрирована как Троицкая.

## Описание
Стройное ампирное здание состоит из бесстолпного одноапсидного храма, увенчанного купольной ротондой с боковыми портиками, и большой четырёхстолпной двухпридельной трапезной. В детальной разработке фасадов, испорченных поздней цементной штукатуркой, наметился отход от канонов классицизма и переход к эклектике. Элементы декора преувеличенно массивны, ордерные формы, включая ионические капители колонн в колоннадах, обобщены до стилизации. Огрубление деталей и замена белокаменных профилей штукатурными тягами снижает художественные качества здания.
В пространственной организации интерьера храма активную роль играют пристенные периметральные арки, несущие ротонду, и глубокие ниши оконных проёмов, спускающиеся до пола. Архитектурные членения стен отмечают тянутые пояски и карнизы. Подоконники сделаны из каменных плит, а пол — из метлахской плитки. Окна имеют кованые ампирные решётки. На стенах и сводах есть фрагменты масляной живописи 1891 года. Иконостас и утварь не сохранились.